# Formazione dei Blue Öyster Cult

## Le Line-up
La formazione del gruppo è rimasta stabile dalla fondazione fino al 1982, anno dopo il quale si ebbero vari avvicendamenti; nei suoi primi cinquant'anni di attività la band ha avuto venti musicisti ufficiali.

## Tutti i componenti

### Attuale
- Eric Bloom - voce, chitarra (1970-presente)
- Buck Dharma - chitarra, cori (1970-presente)
- Richie Castellano - chitarra, tastiera  (2004-presente)
- Danny Miranda - basso (1995-2004, 2012-presente)
- Jules Radino - batteria, percussioni (2004-presente)

### Ex componenti
- Allen Lanier - chitarra, tastiere, basso, voce (1970-1985, 1987-2007)
- Tommy Zvoncheck - chitarra, tastiere, cori (1985-1987)
- Joe Bouchard - basso, cori (1970-1986)
- Jon Rogers - basso, cori (1986-1995)
- Rudy Sarzo - basso, cori (2007-2012)
- Albert Bouchard - batteria, (1970-1981)
- Rick Downey - batteria (1981-1987)
- Ron Riddle - batteria (1987-1991)
- Chuck Burgi - batteria (1991-1995, 1996-1997)
- John O'Reilly - batteria (1995-1996)
- Bobby Rondinelli - batteria, percussioni (1997-2004)
- Al Pitrelli - chitarra (1999-2007)
- Kasim Sulton - basso (2012-2017)

## Ex turnisti
- Jimmy Wilcox - batteria, percussioni (1985-1987)
- John Miceli - batteria, percussioni (1995-1996)